# Schloss Pfettrach

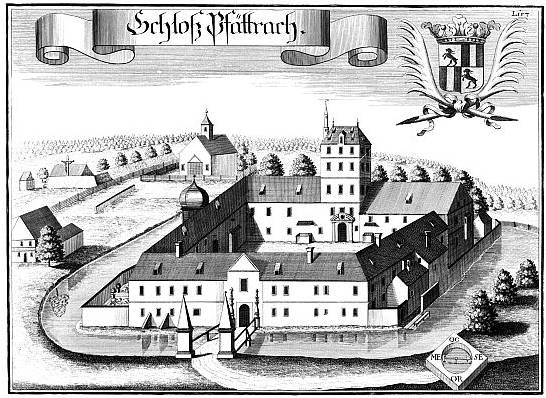
Schloss Pfettrach auf einem Kupferstich von Michael Wening (frühes 18. Jahrhundert)

Das Schloss Pfettrach wurde im Mittelalter als Wasserburg in Pfettrach, einem Ortsteil des Marktes Altdorf im niederbayerischen Landkreis Landshut, errichtet. Die inzwischen abgegangene Anlage ist in der bayerischen Denkmalliste als Bodendenkmal mit der Nummer D-2-7438-0145 und der Beschreibung „untertägige mittelalterliche und frühneuzeitliche Befunde im Bereich des abgegangenen Herrschaftssitzes (Burgstall/Wasserschloss) von Pfettrach mit einstmaligem Wassergraben, Nebengebäuden und Gartenanlagen“ eingetragen. Sie befand sich rund 100 Meter südwestlich der Kuratiekirche St. Othmar.

## Geschichte
Noch während der Napoleonischen Kriege, als das Schloss 1809 unter Beschuss stand, gehörte den Grafen von Etzdorff. Zuletzt wurde es von den Grafen von Deroy bewohnt, die sich um 1840 auf Schloss Weihenstephan zurückzogen und das Pfettracher Schloss abtragen ließen.

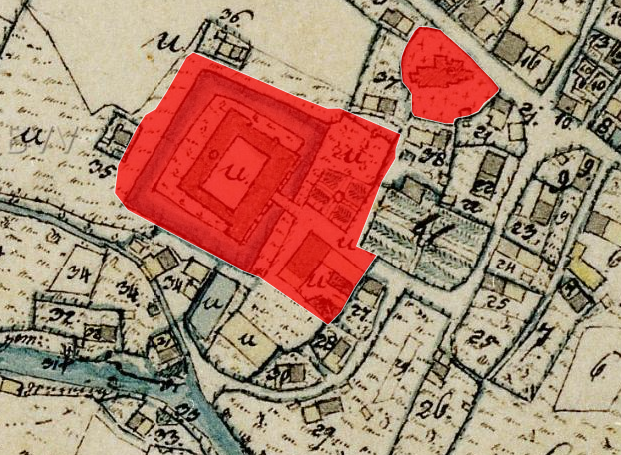
Lageplan von Schloss Pfettrach auf dem Urkataster von Bayern

## Beschreibung
Auf der West- und Südseite der Anlage sind Reste des Wassergrabens erkennbar, die heute als Fischteich genutzt werden. Zwischen dem Wasserschloss und der Pfettracher Kirche befand sich einst der Wirtschaftsbetrieb des Schlosses. Eines der Wirtschaftsgebäude, ein zweigeschossiger Walmdachbau aus dem 17. oder 18. Jahrhundert, ist erhalten. Dieses wurde bis 2010 als Gasthaus genutzt und dann in ein Wohnhaus umgewandelt. Das Gebäude Am Schloßanger 1 ist in der bayerischen Denkmalliste als Baudenkmal mit der Nummer D-2-74-113-17 eingetragen. Auch das korbbogige Tor zum Pfettracher Friedhof geht auf die früheren Wirtschaftsgebäude des Schlosses zurück; es stellt einen restaurierten Teil der ehemaligen Gärtnerei-Mauer dar. Da mit dem Wasserschloss auch die zugehörige Kapelle abgebrochen wurde, übertrug man 1841 den „heiligen Leib“, eine Reliquie des heiligen Felicissimus, in die Kuratiekirche. Dort befindet sie sich bis heute an einem der Seitenaltäre.
Zwei überlebensgroße Figuren (rund 3,10 Meter hoch) des Landshuter Bildhauers Christian Jorhan d. Ä., sogenannte Atlanten, die Herakles und Atlas darstellen, wurden nach der Zerstörung des Schlosses verkauft und gelangten nach Haselfurth bei Eching. Sie sind bis heute erhalten.